# Денисов Святослав Варламович
Святослав Варламович Денисов (нар. 10 вересня 1878 — пом. 29 квітня 1957) — російський воєначальник з донського роду Денисових. Полковник Російської імператорської армії (1916), Генерального штабу генерал-лейтенант Білої армії (06.1918), учасник Першої світової війни, командувач Донськими арміями Всевеликого Війська Донського і Керуючий військово-морським відділом (міністерством) Наради керівників Донського уряду під час громадянської війни.

## Біографія
Син генерал-лейтенанта Варлама Олександровича Денисова і його дружини Олександри Григорівни, уродженої Грекової. В 1896 році закінчив Донський кадетський корпус. В 1898 році закінчив Михайлівське артилерійське училище по 1 розряду. Присвоєно звання хорунжого 8 серпня 1898 року з зарахуванням в 10-ю Донську кінну батарею, потім служив на офіцерських посадах в Донських кінних батареях № 9,6,21,4. У 1908 році закінчив додатковий курс Миколаївської академії Генерального штабу. Отримав звання осавула 2 травня 1908 року.
У Першу світову війну спочатку був на посаді старшого ад'ютанта штабу Уральської козачої дивізії. 6 грудня 1914 присвоєно звання підполковник а і призначено на посаду штаб-офіцера для доручень відділу генерал-квартирмейстера штабу 4-ї армії. У званні полковник а з 6 серпня 1915 року. Був на посаді начальника штабу 2-ї козачої зведеної дивізії з 16 серпня 1915 року по 21 березня 1917 року, потім командиром 11-го Донського козачого полку з 21 березня по 09 вересень 1917 року.
Приїхав 28 січня 1918 року через Київ на Дон. Денисов С. В. переховувався від більшовиків в станиці Багаєвська, де під час повстання був обраний начальником оборони. Звільнив 23 квітня 1918 р від більшовиків місто Новочеркаськ. Був командувачем Заплавської групи військ з 4 по 7 квітня 1918 року, а потім начальником штабу Південної групи військ з 17 по 25 квітня 1918 р. Був командувачем Південної групи військ з 25 квітня по 18 травня 1918 року. Отримав звання генерал-майора. З 18 травня 1918 року по 02 лютого 1919 року був командувачем Донської армії і керуючим військово-морським відділом Всевеликого Війська Донського. 27 серпня 1918 року отримав звання генерал-лейтенант.
У 1919 році Військовий Круг Війська Донського висловив генералу Денисову недовіру, після чого він виїхав до міста Константинополь, а звідти в Берлін. У 1923 році виїхав до США. Активний діяч і творець Козачого союзу США, його голова. Помер в м. Стратфорд (США).

## Нагороди
- Святого Станіслава 3-й ст. (1907)
- Святої Анни (06.12.1912)
- Святого Станіслава 2-й ст. (ВП 06.12.1914)
- Мечі і бант до ордена Святого Станіслава 3-й ст. (ВП 31.03.1915)
- Мечі до ордену Святого Станіслава 2-й ст. (ВП 12.05.1915)

## Праці
- Записки: Гражданская война на юге России, 1918—1920 гг. Книга 1-я. [Архівовано 21 листопада 2018 у Wayback Machine.] — Константинополь, 1921.
- Белая Россия: альбом № 1. — Стратфорд (Коннектикут), 1937.
- Денисов С. В. Записки. Гражданская война на Юге России 1918—1920 гг. Книга 1-я. Январь-май 1918 г. — Константинополь: тип. «Пресса», 1921.